# تامی میهان
تامی میهان (انگلیسی: Tommy Meehan؛ ۱۸۹۶ – ۱۸ اوت ۱۹۲۴) یک بازیکن فوتبال بود.
وی سابقه عضویت در تیم‌های روچدیل، منچستر یونایتد و چلسی و همین طور یک بازی ملی برای تیم ملی فوتبال انگلستان دارد.